# Sotrabroen
Sotrabroen er en hængebro som forbinder øen Litlesotra og fastlandet i Vestland fylke i Norge og er en del af riksvei 555. Broens længde er 1.236 meter, og den var den længste bro i landet da den blev bygget. Broen har en fri gennemsejlingshøjde på 50 meter og hovedspænd på 468 meter, og blev åbnet for trafik 11. december 1971. I maj 1972 blev broen officielt åbnet af kong Olav 5.. Totalprisen for broen var ca. 40 millioner kroner (1971-kroner). 
Sotrabroen erstattede færgeforbindelsen Alvøen-Brattholmen.

## Broens historie
Allerede i 1950'erne var der interesse for at få bro-forbindelse mellem Sotra og fastlandet. Derfor blev et interkommunal bronævn stiftet 16. oktober 1965. Af de ca. 40 millioner kroner broen kostede, blev ca. 23,5 millioner dækket af bompenge, og opkrævingen af bompenge ophørte i slutningen af 1983.
Broen blev bygget for at give bedre ruteforbindelse til Bergen fra Fjell og Sund. Broen skulle også give kortere og mindre stressende rejsetid for pendlere i økommunerne. I 2005 var trafikken over broen kommet op på ca. 25.000 biler pr. døgn, og den store trafik medfører at der ofte dannes køer.
Planlægningen af en ny vejforbindelse mellem Bergen og Sotra er startet. Den anbefalede løsning fra Statens vegvesen er en ny firesporsbro på nordsiden af den eksisterende bro. Byggeprisen, inklusiv tilhørende vejsystemer, er anslået til 4,1 milliarder kroner.